# Личный чемпионат СССР по шахматной композиции
Личный чемпионат СССР по шахматной композиции — самое крупное в СССР соревнование для индивидуальных составителей шахматных задач и этюдов. 
Первый личный чемпионат («Всесоюзное первенство») состоялся в 1929 году. С 1947 года соревнования проводились регулярно, обычно в 3 этапа: 1-й этап — отборочные соревнования (конкурсы, матчи, турниры, республиканские первенства), победители которых совместно с финалистами предыдущего чемпионата составляют полуфинал; 2-й этап — полуфинал; 3-й — финал. 
Чемпионаты проводились по 4 разделам: двухходовки, трёхходовки, многоходовки (кроме 1929, 1947—1948) и этюды. Каждый раздел представлял собой отдельное соревнование, в котором определялись победитель и призёры. Участники представляли для оценки определённое число опубликованных композиций (например, за последние 2—3 года). В чемпионате 1947 года участвовали также неопубликованные (оригинальные) композиции. 
В 1-м чемпионате очки не начислялись, так как в финал отбиралось по одной композиции каждого участника. В остальных чемпионатах очки (баллы) начислялись за отобранные в финал задачи и этюды. В 1—10-м и 12-м чемпионатах начислялись очки, в 11-м и 13—19-м использовалась 15-балльная система. Победители определялись по наибольшей сумме набранных очков (баллов). При равенстве баллов (13—19-й чемпионаты) места определялись по композициям, получившим наибольшее число баллов. За коллективные композиции очки в первых 12 чемпионатах делились на число соавторов, в 13—19-м чемпионатах — засчитывались полностью всем участникам, приславшим композиции. Занявшие 1—3-е места награждались дипломами и с 1965 — медалями; остальные участники финалов, а также авторы лучших композиций по каждому разделу — дипломами Госкомспорта СССР (кроме 19-го чемпионата). 
В период с 1947 по 1989 год звания чемпиона СССР официально удостоен 31 шахматный композитор: 
- Л. Лошинский — 14 раз,
- В. Руденко — 10,
- Г. Каспарян, Я. Владимиров — по 6,
- В. Чепижный — 5,
- А. Гуляев (Грин), Д. Гургенидзе, В. Корольков, Н. Кралин, А. Кузовков и М. Либуркин — по 2,
- Ю. Базлов, В. Власенко, В. Гебельт, А. Гурвич, Ф. Давиденко, Л. Загоруйко, Л. Кацнельсон, И. Кисис, И. Крихели, Г. Лободинский, А. Лобусов, В. Мельниченко, Г. Надареишвили, В. Неидзе, А. Немцов, О. Перваков, А. Попандопуло, В. Попов, В. Савченко и В. Якимчик — по 1 разу.